# 김대현 (음악가)
김대현(金大賢, 1917년~1985년)은 대한민국의 음악가 겸 작곡가이자 서양 고전 클래식 음악인이다. 함경남도 흥남 출생이다.
일본 데이코쿠고등음악학교를 졸업하고, 오오키(大木正夫), 쓰가와(津川主一)에게 사사하였다. 관북(關北)관현악단과 원산실내악단을 지휘하였고, 해군정훈음악대 창작부 차장을 역임했다. 해방 후에는 경희대 강사, 서라벌 예술대학 음악과장을 역임하였다.
작품으로 오페라 〈콩쥐 팥쥐〉와 경가극(輕歌劇) 〈사랑의 신곡〉과 동요곡으로 〈자전거〉, 〈종소리〉 등이 있다.